# William Lane Craig

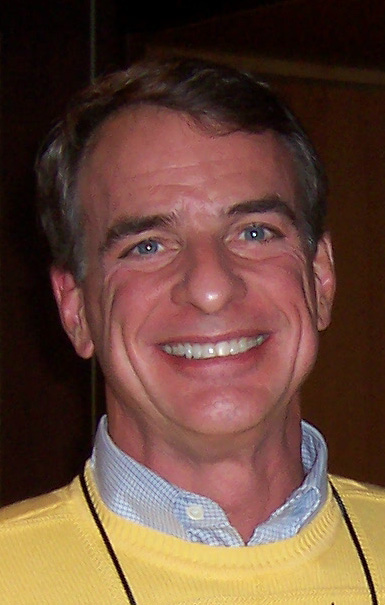
William Lane Craig (2005)

William Lane Craig (* 23. August 1949) ist ein US-amerikanischer Religionsphilosoph, Theologe und christlicher Apologet. Er ist gegenwärtig Professor für Philosophie an der evangelikalen Talbot School of Theology, Biola University in La Mirada, Kalifornien. Er ist als Verfasser von Büchern und zahlreichen wissenschaftlichen Veröffentlichungen über Religionsphilosophie, den historischen Jesus, christliche Weltanschauung und Intelligent Design in Erscheinung getreten. Craig ist Mitglied des Center for Science and Culture des Discovery Institute, des Zentrums der Intelligent-Design-Bewegung. Auf seinem Internet-Auftritt spricht er sich jedoch dafür aus, dass Christen Theorien der Intelligent-Design-Bewegung stets im Licht der Biologie betrachten sollten.

## Leben
Craig wurde als zweites von drei Kindern des Ehepaars Mallory und Doris Craig in Peoria, Illinois, geboren. Craigs Vater arbeitet für T. P. & W. Railroad, weshalb die Familie nach Keokuk, Iowa, umzog. 1960 wechselte der Vater zum Hauptsitz der Firma in East Peoria und die Familie zog dorthin um. Während seiner Zeit an der East Peoria Community High School (1963–67) nahm er an Debattier-Wettbewerben teil. In seinem letzten Jahr an der High School gehörte Craig zur Debattier-Mannschaft seines Bundesstaates und gewann dessen Debattier-Wettbewerb. In der Nacht auf den 11. September 1965 erlebte er eine dramatische Bekehrung zum Christentum, die den Verlauf seines Lebens veränderte.
Nachdem er die High School abgeschlossen hatte, besuchte Craig das Wheaton College, ein evangelikales College westlich von Chicago. Dort führte er seine Debattier-Aktivitäten fort, mit einem Schwerpunkt auf Kommunikation. Später wurde er dort zum Absolvent des Jahrgangs ausgezeichnet. In Wheaton wurde Craig unter anderen von Stuart Hackett unterrichtet, dessen Werk Resurrection of Theism (1957) einen großen philosophischen Einfluss auf Craigs Gedanken ausübte. Während seiner Zeit in Wheaton waren es seine Studien über Edward John Carnells Introduction to Christian Apologetics (1948), die Craigs Interesse an christlicher Apologetik weckten. 1971 machte Craig seinen Abschluss und heiratete im folgenden Jahr seine Frau Jan, die er als Mitarbeiterin bei einem Einsatz von Campus Crusade for Christ International traf.
Craig studierte ab 1973 an der Trinity Evangelical Divinity School Religionsphilosophie bei Norman Geisler. Zeitgleich studierte er Theologie bei David Wells, Clark Pinnock, Murray Harris und John Warwick Montgomery. Ihm wurden Master verliehen in Kirchengeschichte und Geistesgeschichte des Christentums.
1975 begann Craig seine Promotion in Philosophie an der Universität von Birmingham in England, wo er an dem kosmologischen Argument unter der Leitung von John Hick schrieb. Aufgrund seiner Studien schrieb er sein erstes Buch The Kalam Cosmological Argument (1979), eine Verteidigung des Arguments, auf das er zum ersten Mal in Hacketts Arbeit gestoßen war. 1978 wurde Craig Fellow der Alexander-von-Humboldt-Stiftung und forschte an der Ludwig-Maximilians-Universität München unter Wolfhart Pannenberg zur Historizität der Auferstehung Jesu Christi, was zu einem weiteren Doktortitel in Theologie führte, der 1984 nach Veröffentlichung von The Historical Argument for the Resurrection of Jesus during the Deist Controversy verliehen wurde.
1980 kam Craig an die Trinity Evangelical Divinity School, wo er die nächsten 7 Jahre Philosophie der Religion unterrichtete. Während dieser Jahre begann er ein Langzeitstudie zur philosophischen Analyse wesentlicher göttlicher Attribute, beginnend mit Gottes Allwissenheit. Das erste Ergebnis seiner Studien war sein Werk Divine Foreknowledge and Human Freedom (1990). 1982 erhielt Craig eine Einladung zu einer Debatte mit Kai Nielsen an der University of Calgary, Kanada zu der Fragestellung nach der Existenz Gottes. Darauf folgten eine Reihe von Debatten zu philosophischen und theologischen Fragestellungen, bei denen Craig Philosophen, Wissenschaftlern und Bibelwissenschaftlern wie Antony Flew, E. M. Curley, Richard Taylor, Quentin Smith, Michael Tooley, Paul Draper, Shelly Kagan, Peter Millican, Paul Kurtz, Peter Atkins, Lawrence Krauss, Richard Dawkins, Francisco Ayala, John Dominic Crossan, Marcus Borg, Ray Hoover, Bart D. Ehrman, Gerd Lüdemann und Christopher Hitchens gegenüberstand.
Nach einer einjährigen Tätigkeit am Westmont College in einem Außenbezirk von Santa Barbara zog Craig 1987 mit seiner Frau und seinen zwei Kindern zurück nach Europa, wo er die nächsten sieben Jahre als Gastprofessor an der Katholieke Universiteit Leuven in Belgien forschte. Auf Grundlage dieser Forschungszeit veröffentlichte er sieben Bücher, unter ihnen God, Time and Eternity (2001). 1994 nahm Craig die Einladung von J. P. Moreland und R. Douglas Geivett an, dem Fachbereich Philosophie und Ethik an der Talbot School of Theology in Los Angeles als Professor für Philosophie beizutreten. Diese Position hat er noch heute inne.
William Craig ist verheiratet und lebt in Atlanta, Georgia.

## Positionen
Craig ist ein entschiedener Verteidiger des christlichen Theismus, und der Historizität der Auferstehung Jesu Christi. Er beschäftigt sich mit dem kausalen Gottesbeweis in der Tradition der islamischen Lehre des Kalām. Er verfasste Werke zur Kosmologie und die Philosophie der Zeit und ist Gründungsmitglied der Philosophy of Time Society. Craig vertritt in seiner Neo-Lorentzschen Interpretation entgegen der üblichen Interpretation der Relativitätstheorie die Notwendigkeit eines absoluten Bezugssystems, wofür er philosophische und theologische Gründe geltend macht.
Craig ist ein offener Kritiker von philosophischem Naturalismus, Skeptizismus, philosophischem Relativismus, liberaler Theologie und des Jesus-Seminars. Er vertritt die Ansicht, dass ein bekennender Christ keine homosexuellen Handlungen vornehmen sollte, hält aber fest, dass dies gleichermaßen für außereheliche sexuelle Beziehungen gilt.
Craig glaubt nicht an eine junge Erde und tatsächliche 6-Tage-Schöpfung. Für ihn ist Genesis 1–11 ein mythologisch-historischer Bericht. In seinem Buch „In Quest of the Historical Adam“ vertritt er die Meinung, dass Adam vor circa 750.000–1.000.000 Jahren gelebt hat.

## Werke
William Craig hat zahlreiche Bücher geschrieben, herausgegeben und über hundert Artikel in wissenschaftlichen Zeitschriften publiziert.
Deutsche Bücher
- On Guard – Mit Verstand und Präzision den Glauben verteidigen. München: cvmd, 2015, ISBN 978-3981772906.
- Die Existenz Gottes und der Ursprung des Universums. Wuppertal, Zürich: Brockhaus, 1989, ISBN 3-417-20443-7.
- Der kosmologische Kalām-Gottesbeweis; erschienen im Sammelband: Joachim Bromand, Guido Kreis (Hrsg.): Gottesbeweise – von Anselm bis Gödel, Suhrkamp Verlag (suhrkamp taschenbuch wissenschaft 1946), Berlin 2011, ISBN 978-3-518-29546-5.

Englische Bücher
- In Quest of the Historical Adam, William B Eerdmans Publishing Co, 2021.
- On Guard. Colorado Springs, 2010.
- Hard Questions, Real Answers. Wheaton: Crossway Books, 2003.
- Time and The Metaphysics of Relativity (Hrsg.). Dordrecht: Kluwer, 2001.
- Philosophy of Religion: A Reader and Guide (Hrsg.). Edinburgh: Edinburgh University Press, 2001.
- Time and Eternity: Exploring God's Relationship to Time. Wheaton: Crossway Books, 2001.
- The Tensed Theory of Time: A Critical Examination. Dordrecht: Kluwer, 2000.
- The Tenseless Theory of Time – A Critical Examination. Dordrecht: Kluwer, 2000.
- Reasonable Faith: Christian Truth and Apologetics. Westchester: Crossway Books, 1994.
- Divine Foreknowledge and Human Freedom. Leiden: E. J. Brill, 1991.
- No Easy Answers: Finding Hope in Doubt, Failure and Unanswered Prayer. Chicago: Moody Press, 1990.
- Assessing the New Testament Evidence for the Historicity of the Resurrection of Jesus. New York, Queenston; Lewiston, 1989.
- Knowing the Truth About the Resurrection. Ann Arbor: Servant, 1988.
- The Problem of Divine Foreknowledge and Future Contingents from Aristotle to Suarez: The Coherence of Theism: Omniscience. Leiden: E. J. Brill, 1988.
- The Only Wise God: The Compatibility of Divine Foreknowledge & Human Freedom. Grand Rapids: Baker, 1987.
- The Historical Argument for the Resurrection of Jesus During the Deist Controversy. New York, Queenston: Lewiston, 1985.
- Apologetics: An Introduction. Chicago: Moody Press, 1984.
- The Son Rises: Historical evidence for the resurrection of Jesus. Chicago: Moody Press, 1981.
- Cosmological Argument from Plato to Leibniz. London: MacMillan, 1980.
- The Existence of God and the Beginning of the Universe. San Bernardino: Here’s Life, 1979.
- The Kalam Cosmological Argument. London: MacMillan 1979.

Debatten
Craig hat schon mit vielen prominenten akademischen Atheisten und skeptischen Theologen öffentlich debattiert. Einige dieser Debatten wurden als Bücher publiziert, darunter:
- Will the Real Jesus Please Stand Up? Debatte mit John Dominic Crossan, ISBN 0-8010-2175-8.
- Jesus’ Resurrection: Fact or Figment? Debatte mit Gerd Lüdemann, ISBN 0-8308-1569-4.
- Does God exist? Debatte mit Antony Flew, ISBN 0-7546-3190-7.
- God? Debatte mit Walter Sinnott-Armstrong, ISBN 0-19-516599-3.

Artikel
- The Evidence for Jesus
- The Historicity of the Empty Tomb of Jesus
- The Disciples’ Inspection of the Empty Tomb
- The Guard at the Tomb
- The Bodily Resurrection of Jesus